# Nationale Luchtvaartschool
De Nationale Luchtvaartschool (NLS) was een Nederlandse luchtvaartschool en een der oudste luchtvaartscholen in Europa. De luchtvaartschool is op 8 april 2014 opgegaan in de CAE Oxford Aviation Academy, een dochter van de multinationale onderneming Canadian Aviation Electronics.

## Geschiedenis
De luchtvaartschool werd in 1927 gestart door de Rotterdamsche Aero Club. Ze werd ondergebracht in een naamloze vennootschap. Ze kreeg vestigingen in Amsterdam, Enschede, Vliegveld Hilversum en Vliegveld Ypenburg (Rijswijk). In 1968 werd de Nationale Luchtvaartschool een onderdeel van de Schreiner Aviation Group en het werd verplaatst naar vliegveld Zestienhoven in Rotterdam en rond 1978 verhuisde de luchtvaartschool naar Maastricht Aachen Airport. In 2002 werd de Nationale Luchtvaartschool b.v. onderdeel van CAE Oxford Aviation Academy.
De vliegopleiding bestond uit twee fases, te weten de theoriefase en de praktijkfase. In 2016 is de theoriefase in Hoofddorp opgeheven en verplaatst naar Brussel.

## Trivia
De natuurkundig ingenieur en vliegtuigbouwer Hugo Frank Lambach (1909-1972) was student bij de Nationale Luchtvaartschool, en onder anderen Dirk Lucas Asjes (1911-1997) was destijds instructeur bij de NLS.
Schaatser Leo Visser, en hockeyer Maurits Crucq volgden er hun opleiding tot piloot.